# Ithorots
Pour les articles homonymes, voir Ithorots.
Ithorots est une ancienne commune française du département des Pyrénées-Atlantiques. Entre 1790 et 1794, la commune absorbe Olhaïby pour former la nouvelle commune d'Ithorots-Olhaïby. Le 1er août 1973 (par arrêté préfectoral du 20 juillet 1973), la commune d'Aroue absorbe à son tour Ithorots-Olhaïby pour constituer la nouvelle commune d'Aroue-Ithorots-Olhaïby.

## Géographie
Ithorots fait partie de la province basque de Soule.

## Toponymie
Son nom basque est Ithorrotze. Jean-Baptiste Orpustan indique qu'Ithorots pourrait signifier 'source, fontaine froide’.
Le toponyme Ithorots apparaît sous les formes 
Ithorrodz (1337), 
Uthorrotz (1469), 
Itorrotz, Utorrotz, Uturrotz et Ytorrotz (respectivement 1469, 1478, vers 1480 et 1482, contrats d'Ohix), 
Uthurrotz (1480), 
Yptorrotz et Iptorrotz (1690), 
Ithorrots (1793 ou an II) et 
Ittorolz (1801, Bulletin des Lois).

## Histoire
Il y avait à Ithorots une abbaye laïque vassale de la vicomté de Soule détenue par la Famille d'Abbadie d'Ithorrotz. Il subsiste encore aujourd'hui le château d'Abbadie à Ithorots qui appartient toujours à cette même famille depuis le XIVe siècle.

## Culture locale et patrimoine

### Patrimoine religieux
L'église Saint-Samson date du XIXe siècle.

## Pour approfondir